# Genius (fumetto)
Genius è un personaggio immaginario protagonista alla fine degli anni sessanta di una omonima serie a fumetti realizzata con la tecnica del fotoromanzo e di un'altra realizzata a disegni in bianco e nero, entrambe del genere nero italiano ed edite dalla Furio Viano Editore. Esordì nel 1966 nato sulla scia del successo di Diabolik.

## Storia editoriale
Il successo crescente del fumetto nero spinge l'editore Furio Viano a creare un nuovo personaggio che, riciclando elementi comuni del genere, realizza con la tecnica del fotoromanzo che all'epoca godeva anch'essa di molta popolarità, ripensandola però per un pubblico adulto e prevalentemente maschile. Il personaggio è creato dall'editore stesso ma le sceneggiature dei fotoromanzi sono scritte da Luigi Naviglio, eccetto alcuni scritti da Nava (i numeri 1, 7, 10, 12, 16, 18, 25) e interpretati da attori quali Philip Kay (nel ruolo di Genius), Ursula Jeanis (Mirna) e Rock Scandurra (Sedak) diretti da Anthony De Vasco e fotografati da Frank Mabuse. La serie di fotoromanzi è composta da 82 numeri più 15 di ristampe, pubblicati fra il 1966 e il 1970. 
La serie dal punto di vista delle sceneggiature non presenta elementi innovativi essendo sostanzialmente basata su storie giallo-poliziesche con qualche incursione nella fantascienza e nell'horror, figlie del loro tempo ma la loro caratteristica forma spuria tra cinema e fumetto tipica del fotoromanzo riesce a conservare e a comunicare il fascino dei tardi anni Sessanta in maniera più tangibile rispetto del fumetto. Il fotoromanzo era diretto da Anthony De Vasco e interpretato da attori quasi tutti esordienti e offriva una notevole dose di situazioni violente oltre a qualche brivido erotico dato che le modelle vengono fotografate spesso in posizioni disinibite e non completamente vestite. Questo bastò, anche se si trattava comunque di cose piuttosto castigate, a causare numerosi problemi con la censura e il sequestro di diversi numeri. Tutto questo associato a un effettivo gradimento del pubblico per la serie ne aumenterà la notorietà e quindi la tiratura e il successo che lo porterà a passare dalla periodicità mensile a quella quattordicinale e una relativamente lunga vita editoriale. Col tempo però l'interesse dei lettori andò calando e il passaggio dal fotoromanzo al fumetto disegnato, dovuto probabilmente ai costi eccessivi per la realizzazione dei fotoromanzi oltre alla necessità di fermare il calo del numero dei lettori, non gioverà alle sorti del personaggio che arriverà presto alla chiusura definitiva. La serie venne ristampata dallo stesso editore nella collana Hit Parade di Genius e comprende 15 volumi dal marzo 1970 al maggio 1971 ripresentando trenta episodi della prima serie del fotoromanzo a due alla volta senza ordine cronologico. Inizialmente furono scelti quelli incriminati dalla Magistratura e poi prosciolti in istruttoria per insussistenza del reato. Nel frontespizio appare la scritta "Pubblicazione non più sequestrabile".
Nel settembre 1969 alla serie di fotoromanzi venne affiancata una omonima versione a fumetti scritta in gran parte da Mario Gomboli e disegnata, su consiglio di quest'ultimo, da Milo Manara, allora giovane disegnatore agli esordi; il disegnatore, partendo dal materiale fotografico della serie precedente, realizzò una propria interpretazione a fumetti ma comunque realistica, riprendendo le sembianze degli attori principali del fotoromanzo; inoltre i personaggi della storia assumono spesso i volti di personaggi reali e riconoscibili di attori noti del cinema del periodo come Rod Steiger, Klaus Kinski, Louis De Funès. Manara disegnerà i primi 22 numeri per poi essere sostituito da altri disegnatori. La serie è composta da 28 numeri dei quali i primi dodici in formato pocket mentre gli altri in formato gigante. Nella seconda serie della collana "Personaggi Diabolici" pubblicata da febbraio ad aprile 1973 vengono ristampati due episodi di Genius, sia della versione fotografica che di quella a fumetti.
Nel 1967 viene edita una serie dal titolo "Strip Genius" composta da tre volumi pubblicati dal dicembre 1967 al febbraio 1968 sempre dalla casa editrice Furio Viano Editore che cercando di sfruttare il successo della testata principale edita questa nuova serie mensile che presenta nudi di modelle in cerca di notorietà e un episodio del fotoromanzo Genius in grande formato.

## Biografia del personaggio
Lon Flag, vera identità di Genius, è un agente investigativo del F.B.I. che quando ritiene che la giustizia non sia stata raggiunta prende le sembianze di Genius, un giustiziere mascherato in calzamaglia nera, spietato e sanguinario che in ricordo del padre impiccato porta al collo il cappio con cui era stato giustiziato ingiustamente. Genius attraverso creativi metodi di assassinio raddrizza i torti di una giustizia manchevole e maldestra. L’F.B.I. incarica un integerrimo agente di polizia di nome Sedak che oltre a solide convinzioni nel senso di giustizia è anche fratello di Genius. Sul primo numero il personaggio viene così presentato: “Genius è l’alternativa umana del delitto come mezzo d’esecuzione capitale. È lo spietato genio della morte, l’ombra che sguscia nera e ineffabile, che s’insinua nelle roccaforti munite per portare una morte sempre allucinante, sempre diversa, che terrorizza, che fa vivere ore d’incubo, che scaglia nell’animo delle vittime una maledizione eterna, dannandosi e dannando”.
Sue complici e assistenti, con le quali comunica tramite il ricetrasmettitore echolar, Mirna e Love. Mirna, ragazza bionda vestita con una tuta nera con lettera M bianca e Love, ragazza bruna inizialmente vestita con un mantello, una maschera e un cinturone e che diverrà in seguito un agente collega e fidanzatina di Lon stesso.
Gli altri comprimari sono l’ispettore Sedak, diretto superiore di Flag e con cui è spesso in conflitto professionale, il vecchio scienziato e medico Ganger e l’inquietante Lady Fatal, uno dei tanti nemici del vendicatore.

## Elenco albi pubblicati

### Serie a fotoromanzo
La serie venne pubblicata dalla Furio Viano Editore per 82 numeri da febbraio 1966 a gennaio 1970 con varie modifiche di formato, periodicità e testata:
1. "Segreto mortale"
2. "L'esca"
3. "Una bara per Sam"
4. "Non sfuggirai!"
5. "Cerchio di fuoco"
6. "La villa delle donne perdute"
7. "Il corpo maledetto"
8. "Morte a ritmo di Shake"
9. "Kalì l'adescatrice"
10. "Off Limits (Campo proibito)"
11. "Violenza a Mayoma"
12. "La mummia si spoglia"
13. "Un harem per Genius"
14. "Bambole verdi"
15. "La donna di Giada"
16. "Notte di fuoco"
17. "Mc Reed il sadico"
18. "Satana in reggicalze"
19. "La Sfinge di mezzanotte"
20. "Tra le spire di Eladk"
21. "Bersaglio a gogò"
22. "Poker di delitti"
23. "La venere dello scrigno"
24. "Le statue di carne"
25. "Anonima Pupe"
26. "Le notti dello scorpione"
27. "Visione proibita"
28. "Le amazzoni di Slox"
29. "La schiave di Casablanca"
30. "Il bikini d'oro"
31. "Whisky e baby-doll"
32. "Le donne robot"
33. "Il boia delle modelle"
34. "Ossessione selvaggia"
35. "S.O.S. desperados"
36. "Le magnifiche prede"
37. "Il ghetto che scotta"
38. "Le dee velate"
39. "Danzatrici stregate"
40. "Autostop Sisters"
41. "Femmine bruciate"
42. "L'isola del piacere"
43. "Il giardino dell'estasi"
44. "Tornado di Miss"
45. "Selvagge Squaw"
46. "Il clan delle belle"
47. "Donne due volte"
48. "La pantera"
49. "Il covo delle belve"
50. "Giorno rovente"
51. "Ragazze Mitra"
52. "Il mistero del sosia"
53. "Maschere di morte"
54. "...oppure ti uccido...
55. "Dollari che scottano"
56. "Scegli!...Come vuoi morire?"
57. "Sfida pericolosa"
58. "La morte mi odia!"
59. "Universal Krimen"
60. "Corpi freddi"
61. "La casbah delle spie"
62. "Corrida di gitane"
63. "Bambole in visone"
64. "Spogliati e muori"
65. "Pupe di fuoco"
66. "Il tuo corpo è tatuato?"
67. "Veli e cianuro non perdonano"
68. "La fonte del desiderio"
69. "L'assassina dal camice velato"
70. "Le splendide cavie"
71. "La morte ha gambe stupende!"
72. "Donne a peso d'oro"
73. "Gambe e gioielli"
74. "La tua stretta mi fa paura"
75. "Rendez-vous mortale"
76. "Le schiave del faraone"
77. "La superdonna"
78. "La morte viene dal video"
79. "Delitti in trasparenza"
80. "Obiettivo mortale"
81. "Meglio uccidere che morire"
82. "Febbre di vivere"

### Serie a fumetti
La serie a fumetti disegnati è composta da 28 volumi pubblicati dal 15 settembre 1969 al maggio 1971 contemporaneamente alla versione fotoromanzo. I testi sono di Furio Viano, Mario Gomboli, Nino Cannata e Remo Pizzardi (Ermo) mentre i disegni sono di Milo Manara, Victor Hugo Arias e Pierenzo Boninsegna. Dal n.13 cambia il formato e la serie viene detta “gigante”. La prima serie è costituita da 12 volumi pubblicati ogni quattordici giorni dal 15 settembre 1969 al febbraio 1970 in formato tascabile a 128 pagine in bianco e nero. La seconda serie è costituita da 16 volumi pubblicati mensilmente dal 2 marzo 1970 al maggio 1971 in formato gigante (17x24 cm) a 64 pagine in bianco e nero.
1. "Il morso della lupa"
2. "Notte di sangue"
3. "Il treno d'oro"
4. "L'isola dei mostri"
5. "Lady Fatal"
6. "La morte addosso"
7. "Colpo su colpo"
8. "Molare al cianuro"
9. "Ad Hong Kong si muore facile"
10. "Belle in gabbia"
11. "Gli artigli del gatto verde"
12. "Mitra Girl"
13. "Satan Hippy"
14. "A forma di cuore"
15. "Giuramento di morte"
16. "A A A. Corpo perfetto cercasi"
17. "Coiffeur per la morte"
18. "Le pirate dell'aria"
19. "Sex ricatto"
20. "Enigma di gemme"
21. "Un bacio, poi la morte"
22. "Al profumo di Lillà"
23. "Vacanza esclusiva offresi"
24. "Selvaggio calore"
25. "Una certa Madame Hillary"
26. "A scacchi con la morte"
27. "La trappola"
28. "Marchio infame"